# 青函隧道龍飛斜坑線
青函隧道龍飛斜坑線（日语：／ Seikan-tonneru tappishakō sen */?）是由一般財團法人青函隧道紀念館營運的纜車。座落於青森縣東津輕郡外濱町的青函隧道紀念館內。

## 歷史
- 1988年（昭和63年）
  - 3月11日：道之驛三厩（日语：道の駅みんまや）中開設財團法人青函隧道紀念館。
  - 3月13日：JR北海道海峽線（津輕海峽線）開業。青函隧道開始使用。
  - 7月9日：青函隧道龍飛斜坑線開業[1]。開設青函隧道紀念館站和體驗坑道站[1]。
- 2002年（平成14年）：青函隧道紀念館站選定為東北車站百選。
- 2015年（平成27年）4月3日：一架於青函隧道行走的特急「超級白鳥34號」列車的車底冒煙。乘客和職員乘坐纜車前往地面避難[2]。

## 概要
路線連接地面的「青函隧道紀念館站」和地底的「體驗坑道烘」，總長度778米（當中海底部分佔140米）。在青函隧道紀念館站（正確來說是車站對出馬路對面的建築物內）設有繞線機，該站設有2名職員當值，1名職員負責控制纜車，另1名職員負責關關通風門。在體驗坑道站中也有1名職員守候。路線上只有一架纜車，可乘載40人。全線均為單線，沒有列車交會部分。但是在體驗坑道附近設有分支點，分支前往作業坑道。車輛的型號為「青函1」，愛稱為「鼴號」。當紀念館休息期間，路線也用作維修工作之用，車輛也改用作業專用車輛（載客量比上述的車輛少）。
原本路線是為了建設青函隧道時，用作運送工作人員和物資而建造。在青函隧道中設有2個定點，在本州一方名為龍飛定點（舊・龍飛海底站）。當青函隧道內一架行走中的列車起火時，原則上需要駛離隧道，但是如果不能駛離隧道，列車會在龍飛定點或吉岡定點（舊：吉岡海底站）停站。因此在北海道一方的吉岡定點中也設有斜坑和纜車，也是由於相同的目的而興建，但是該處的體驗坑道沒有公開展示。沒有成為鐵道事業法中的一條路線。而乘客可於各定點中乘坐纜車前往地面避難。
在現時的車費中（2021年4月23日修定），路線單程車費600日圓，來回車票1,200日圓（小童半價）。通常乘客會乘坐來回班次，因此不會售賣單程車票。另外也附設了與青函隧道紀念館（展示廳）入場票的優惠套票。在冬季（11月上旬至翌年4月下旬）由於連接紀念館的國道339號會封閉，因此青函隧道紀念館會在這期間休息，路線也暫停營運。曾經北海道旅客鐵道（JR北海道）舉行了「龍飛海底站參觀活動」，在活動中乘客會從龍飛海底站步行前往體驗坑道站，但是從青函隧道紀念館使用此路線時，便不可進入龍飛海底站。當時的遊覽順序如下：
青函隧道紀念館站 -（乘坐纜車：9分鐘） - 體驗坑道站 … 步行於站內並進行解說（約40至45分鐘，站內沒有廁所）… 體驗坑道站 -（乘坐纜車：7分鐘）- 青函隧道紀念館站
龍飛海底站在2013年11月10日結束讓遊客參觀。車站在2014年3月14日廢除。而此路線與體驗坑道參觀在2014年度起開始舉行。

## 路線數據
- 路線距離：0.8公里（營業距離），778米（實際距離）
- 軌距：914毫米
- 車站數目：2個（包括起終點站）
- 全線坡度：25%

## 車站列表

### 青函隧道紀念館站
車站是地面車站，設有1面1線的月台。為了防風壓和當列車無人行走時發生事故，離開車站時會經過一個通風門。當通風門打開時，乘客不可進行站內。車站入口位於青函隧道紀念館內，當購買入場票後，於入口轉左便可進入車站。
在2002年（平成14年）選定為東北車站百選，原因是「世界最長的海底隧道之紀念館」。

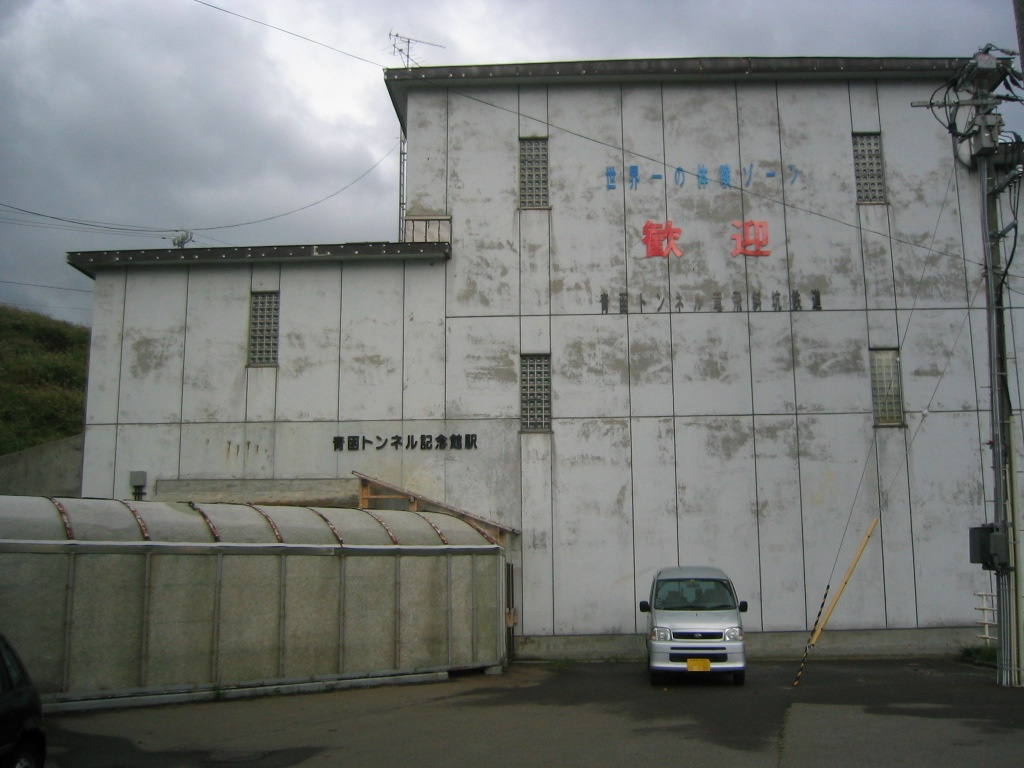
青函隧道紀念館車站外觀（2006年9月）
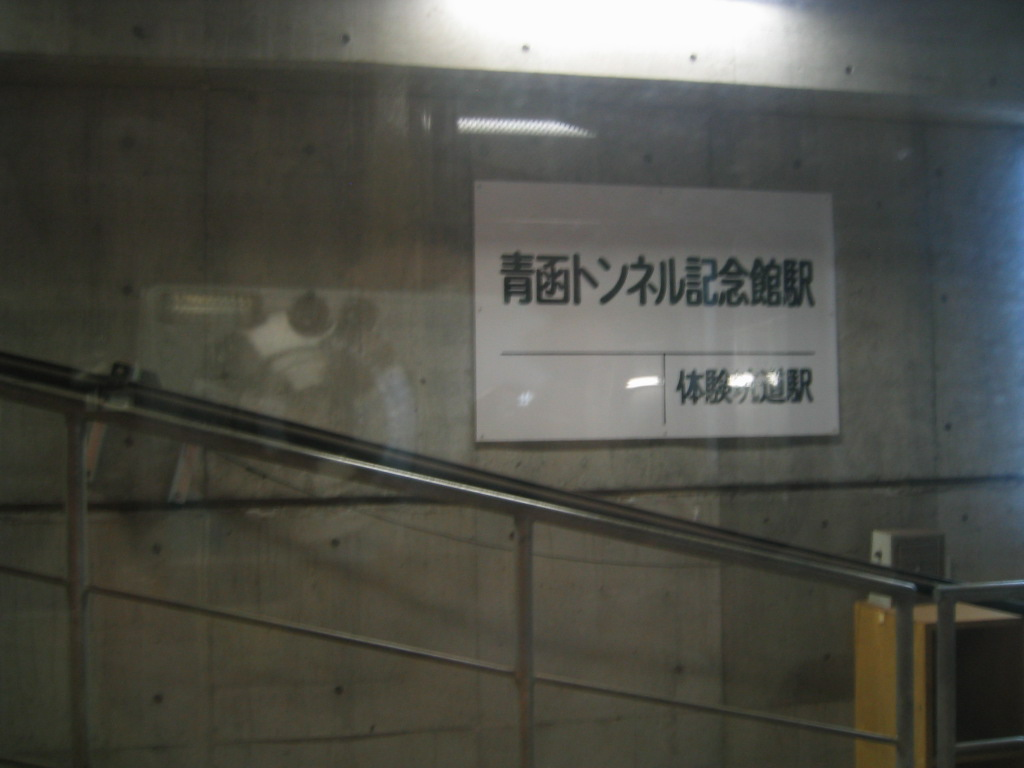
青函隧道紀念館站 站名牌
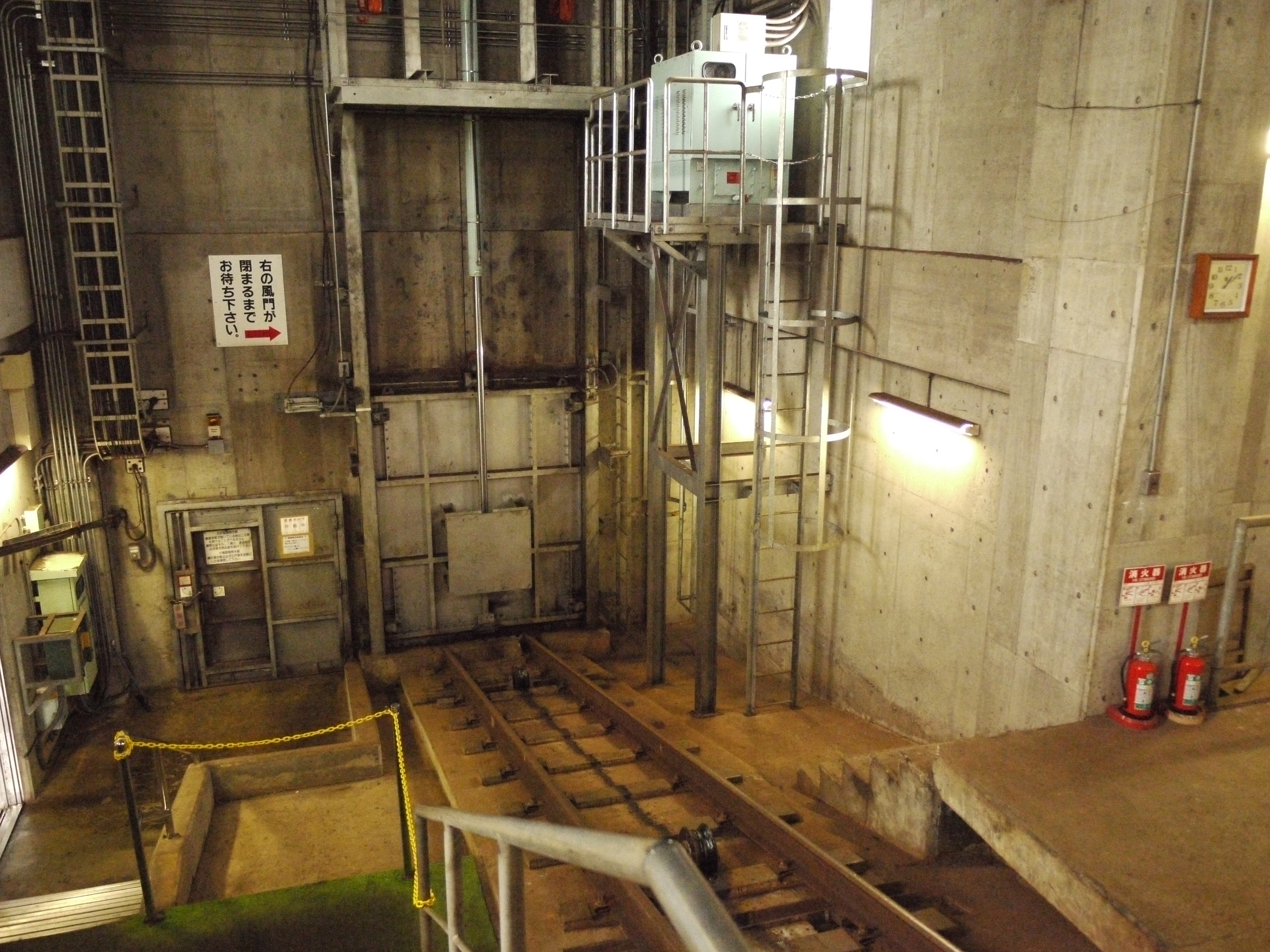
青函隧道紀念館站 通風門（2012年5月）

### 體驗坑道站
車站是地底車站，設有1面1線的月台。在2014年3月15日，海峽線兩座海底車站廢除後，成為世界上海拔最低的車站。車站位於海平面下140米。

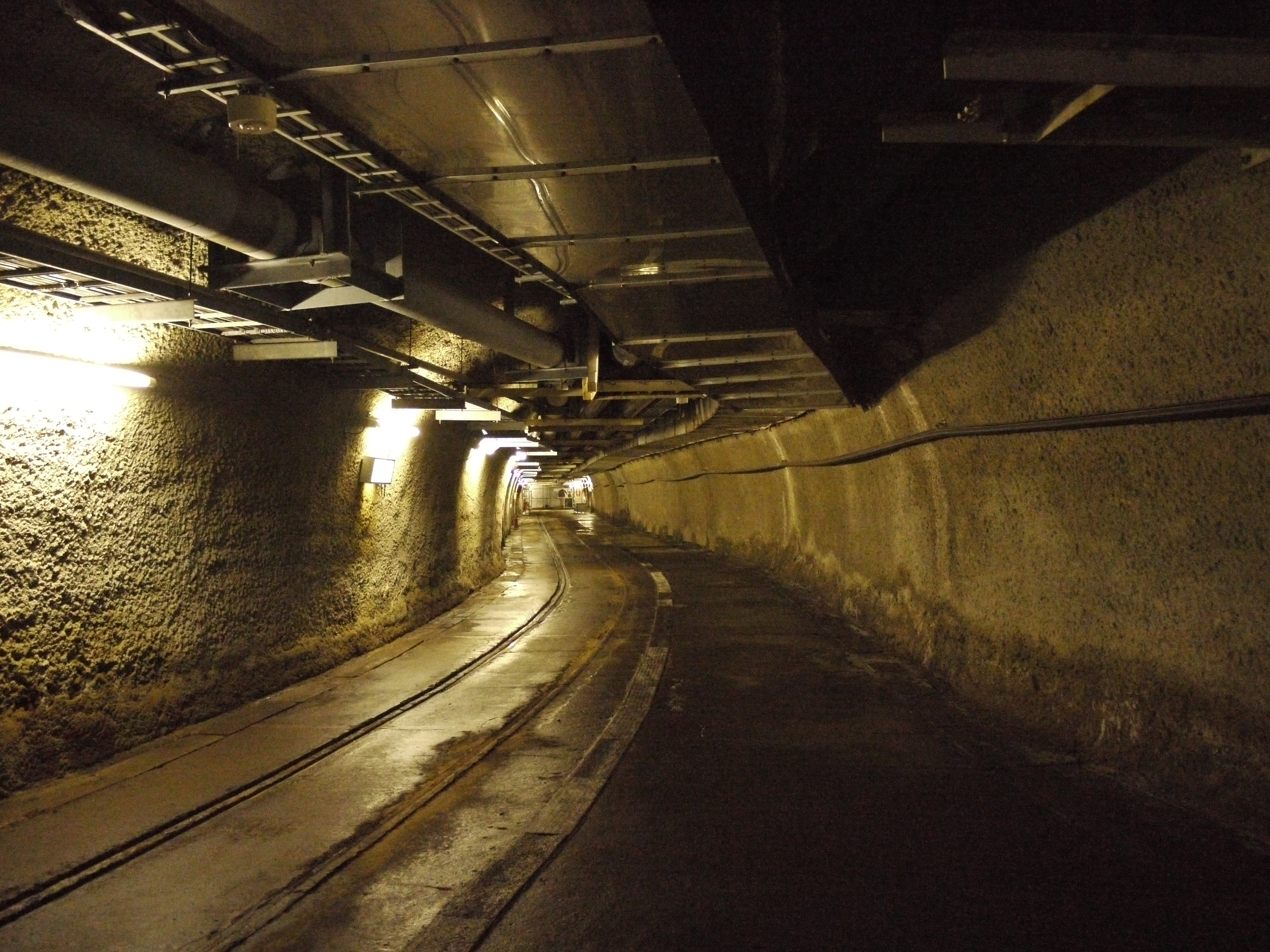
體驗坑道站 青函隧道內的體驗坑道（2012年5月）
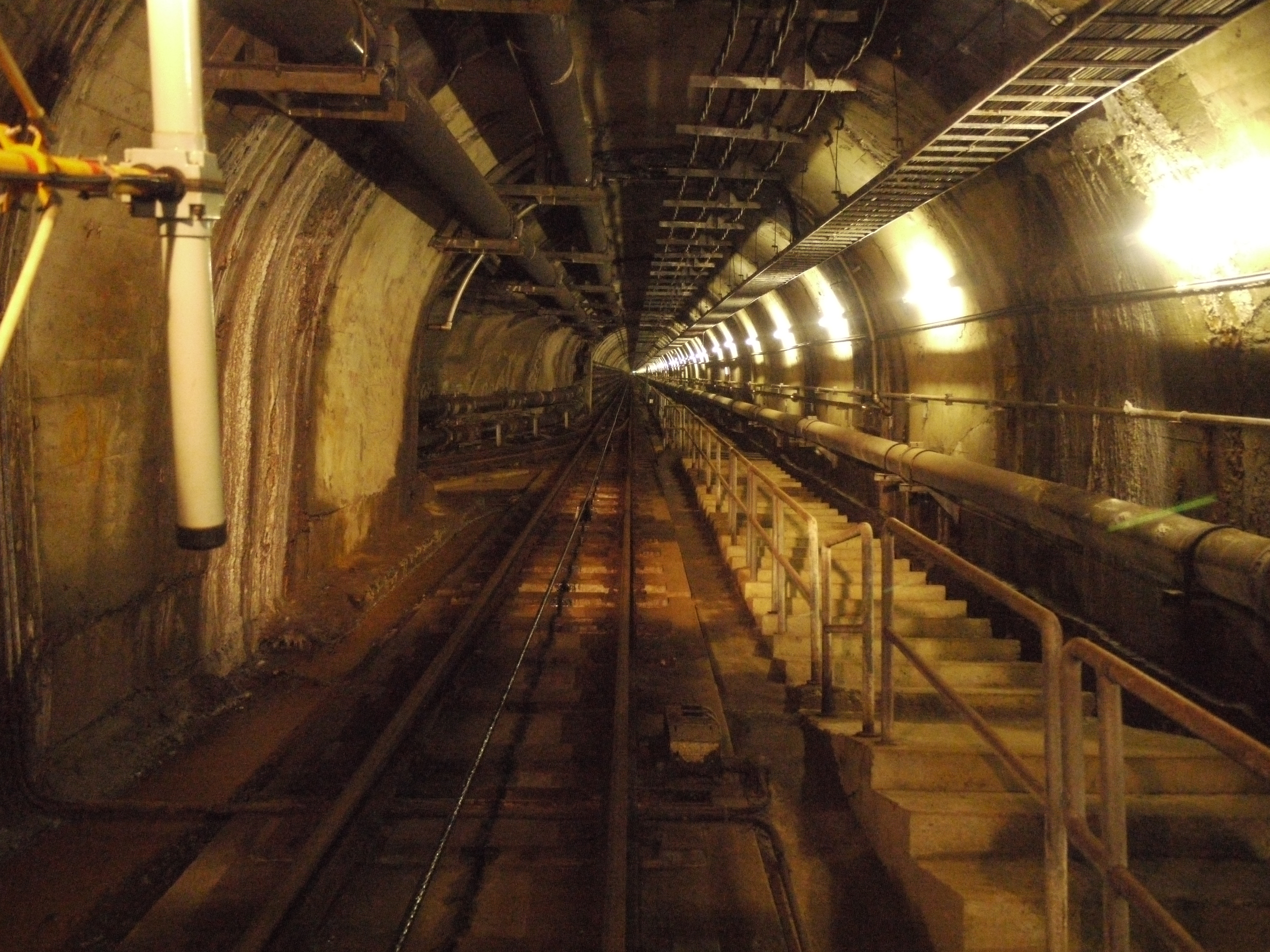
體驗坑道站 從站內望向路軌（2012年5月）

## 過去接續路線
- 體驗坑道站：北海道旅客鐵道（JR北海道）海峽線龍飛海底站（2014年3月14日廢除）

## 注腳

## 外部連結
- 青函隧道紀念館官方網站 （页面存档备份，存于）（日語）